# آبی تخم‌مرغی
آبی تخم‌مرغی که به آن آبی پوست تخم‌مرغ نیز می‌گویند، سایه‌ای از فیروزه‌ای (رنگ آبی مایل به سبز) است که تقریباً به سایه تخم‌های گذاشته‌شده توسط سینه‌سرخ آمریکایی است.
نخستین استفاده ثبت‌شده از آبی تخم‌مرغی به عنوان یک نام رنگ در انگلیسی در سال ۱۸۷۳ بود.